# ZK-1
ZK-1 – zapalnik stosowany do uzbrajania min, używany między innymi w Wojsku Polskim.

## Charakterystyka
Zapalnik ZK-1 służy między innymi do detonacji miny PMK-1, która w górnej części ma zakręcane korkiem gniazdo na zapalnik ZK-1, a w bocznej czołowej ściance drugie gniazdo na zapalnik elektryczny. 
Zapalnik ZK-1 składa się z mechanizmu uderzeniowego i zapału MD-5M. Zapalnik działa po przesunięciu suwaka o 3 mm w dół lub w górę, co powoduje zwolnienie kulek regulujących iglicę. Iglica pod naciskiem sprężyny uderza w spłonkę zapału MD-5M, powodując jego zadziałanie i wybuch miny.